# Graham Hill

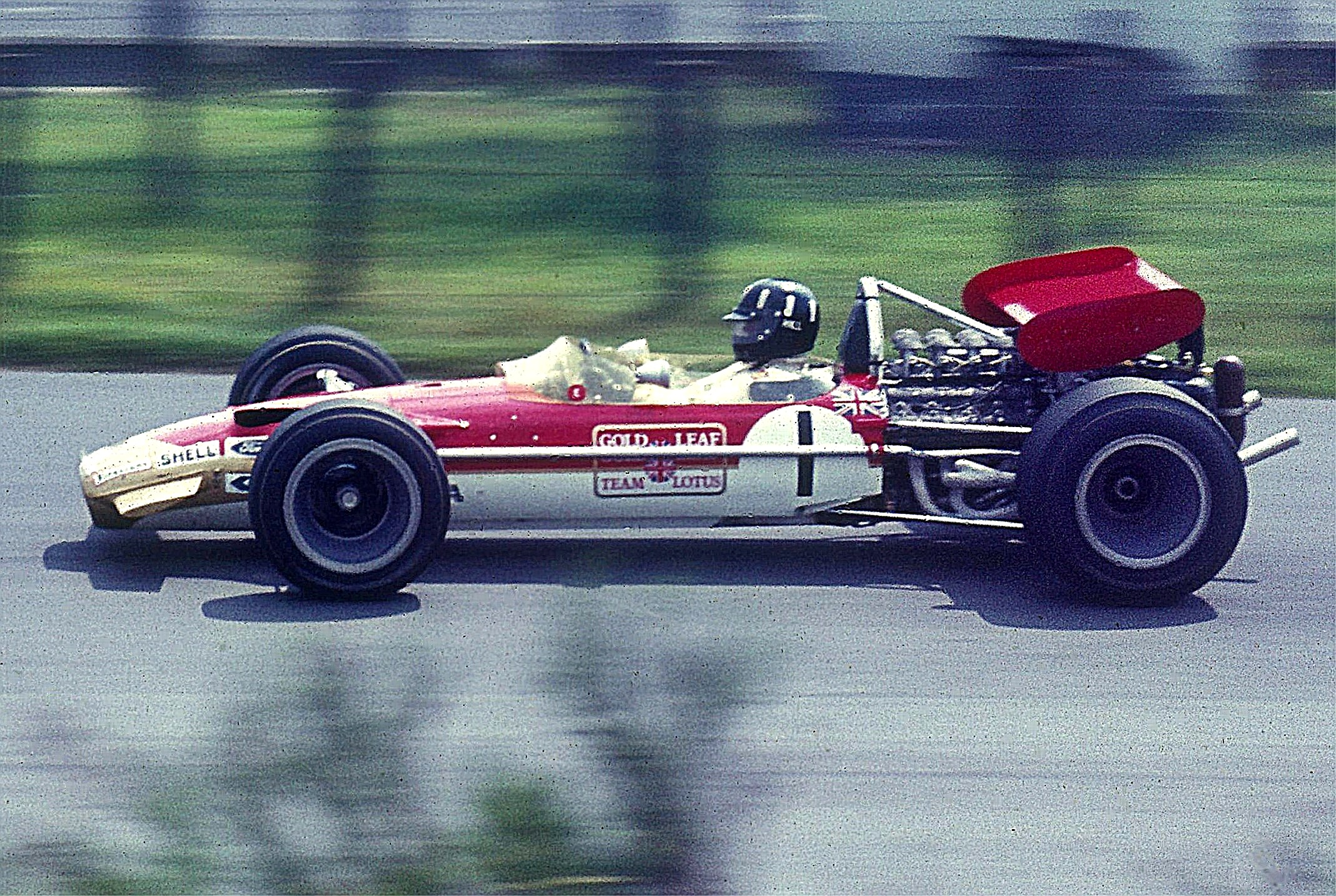
Graham Hill podczas Grand Prix Niemiec (1969)

Norman Graham Hill (ur. 15 lutego 1929 w Londynie, zm. 29 listopada 1975 tamże) – brytyjski kierowca wyścigowy; dwukrotny mistrz Formuły 1
Jako jedyny w historii Hill zdobył potrójną koronę sportów motorowych. Wygrał: Formułę 1 w 1962 i 1968 i Grand Prix Monako (1963, 1964, 1965, 1968, 1969), Indianapolis 500 w 1966 i 24h Le Mans w 1972.

## Życiorys
Po odbyciu służby wojskowej, Hill został mechanikiem samochodowym. Dołączył do Lotusa w późnych latach 50. Zaczął się ścigać w dość nietypowym wieku 30 lat. Dzięki obecności Lotusa w Formule 1 dostał szansę zaprezentowania swych umiejętności. Zadebiutował w Grand Prix Monako w 1958.
W 1960 Hill przeszedł do BRM. W 1962 zdobył dla nich tytuł mistrza. Graham był także częścią "brytyjskiej inwazji" na Indianapolis 500 w latach 60. Hill zatriumfował w tej imprezie w 1966.
W 1967 Brytyjczyk powrócił do Lotusa pomagając rozwinąć Lotusa 49 z nowym 8-cylindrowym silnikiem Coswortha. Po tym jak jego dwaj koledzy z zespołu – Jim Clark i Mike Spence zginęli na początku sezonu 1968, Hill poprowadził zespół i zdobył drugi tytuł mistrza F1. Lotus miał w tym czasie reputację kruchego i niebezpiecznego, szczególnie po ulepszeniach aerodynamicznych, które spowodowały podobne wypadki Hilla i Jochena Rindta w czasie Grand Prix Hiszpanii w 1969. Wypadek Grahama z Grand Prix USA tego samego roku zmusił go do przerwania kariery.
W wieku 41 lat Hill jednak nie przeszedł na emeryturę. Po wypadku Brytyjczyk próbował się jeszcze ścigać w Formule 1, jednak bez większych sukcesów. Ostatnim zwycięstwem w F1 Hilla był niezaliczany do mistrzostw świata International Trophy na Silverstone w 1971 w Brabhamie BT34. Graham w tym okresie znany był ze swojej dowcipności i wytrzymałości. W 1972 razem z Henrym Pescarolo wygrał 24h Le Mans dla Matry.
Po niezakwalifikowaniu się do Grand Prix Monako w 1975 wycofał się z posady kierowcy, skupiając się na kierowaniu własnym zespołem. Ze sponsoringiem firmy Embassy, Hill założył Embassy Hill w 1973. Zespół używał podwozi teamów Shadow i Lola. Na sezon 1975 Embassy Hill zaprojektował własne podwozie.
29 listopada 1975 Graham Hill zginął w katastrofie lotniczej. Wracając z sesji testowej na francuskim torze Paul Ricard awionetka Piper Aztec, którą pilotował Brytyjczyk rozbiła się z powodu zamglenia pod Londynem. Pięciu członków Embassy Hill zginęło w wypadku, w tym kierowca wyścigowy zespołu Tony Brise.

## Życie prywatne
Hill poślubił Bettie w 1955. Mieli dwie córki – Briggite i Samanthę oraz syna Damona, który później poszedł w ślady ojca i zdobył tytuł mistrza Formuły 1 w sezonie 1996.

## Odznaczenia
W maju 1968 roku został odznaczony Orderem Imperium Brytyjskiego w stopniu oficera (OBE).